# Жослен III
Жослен III де Куртене (фр. Josselin III de Courtenay, 1134—1200) — титулярный граф Эдессы с 1159 года. Марешаль (маршал) Иерусалимского двора в 1156—1159 годах, сенешаль в 1176—1190 годах.

## Биография
Побывал в плену в Алеппо, где провел около 10 лет, однако после смерти Нур ад-Дина Махмуда был отпущен за выкуп. Деятельный коммерсант и ловкий придворный, Жослен, как дядя короля Бодуэна IV быстро разбогател. Он создал так называемую 5-ю сеньорию Иерусалимского королевства (всего их было четыре). Она не была единой, а состояла из отдельных земельных наделов по всему королевству. Кроме того в пользу Жослена шли некоторые торговые пошлины, что приносило доход порой не меньший, чем земля.
В июле 1187 года Жослен оставался в Акре (вероятно, он повредил ногу накануне выступления крестоносцев к Тивериаде и не мог сесть в седло) и в битве на Рогах Хаттина не участвовал. Узнав о поражении, он быстро договорился с послами победителя Саладина о сдаче города. Когда в 1191 город был отвоеван крестоносцами под началом Ричарда I Английского, Жослен не мог из-за проявленной трусости претендовать на свои прежние должности.